# Topographia Germaniae

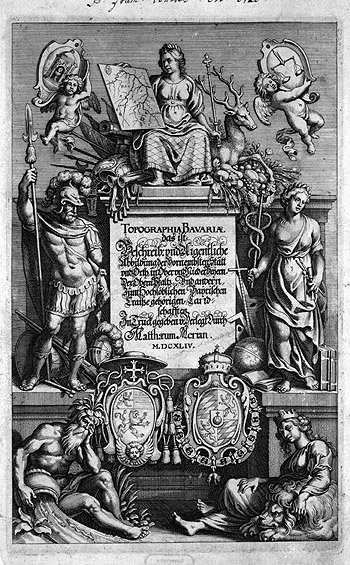
Titelblatt der Topographia Bavariae, des Teilbandes zu Bayern

Die Topographia Germaniae ist eines der Hauptwerke des Kupferstechers und Verlegers Matthäus Merian des Älteren. Er schuf die Topographia gemeinsam mit Martin Zeiller (1589–1661) aus Ulm, der für die Texte verantwortlich war.
Das Werk zeigt sehr detailliert mehr als 2.000 Ansichten von bemerkenswerten Städten, Klöstern und Burgen des Heiligen Römischen Reiches; es gilt bis heute als eines der bedeutendsten Werke der geografischen Illustration.

## Entstehung
Matthäus Merian hatte 1642 damit begonnen, das großangelegte Gesamtwerk einer umfassenden Topographie mit Stadtdarstellungen herauszugeben unter dem Titel Topographia Germaniae. Darin wollte er – nach den Erfolgen seiner Zeitgeschichte Theatrum Europaeum (1635) und seiner Weltbeschreibung Archontologia cosmica (1638) – die von ihm bereits seit drei Jahrzehnten gesammelten Vorlagen und Zeichnungen von Stadtansichten, Landschaftsbildern und Karten systematisch zusammenfassen und ergänzen. Zu dieser großen verlegerischen Aufgabe war er ermutigt worden durch den guten Verkaufserfolg des von Daniel Meisner und Eberhard Kieser ab 1623 in Frankfurt am Main herausgegebenen Thesaurus philopoliticus (Politisches Schatzkästlein), an dem er zeitweise als Vorlagezeichner und Stecher mitgearbeitet hatte.
Seine Topographia Germaniae erschien in Merians Verlag in Frankfurt am Main von 1642 bis 1654 zunächst in 16 Bänden, denen bis 1688 noch weitere folgten mit Beschreibungen anderer europäischer Gebiete wie Frankreich, Italien und Kreta. Das Gesamtwerk enthielt schließlich in 30 Bänden insgesamt 92 Karten und 1486 Kupferstiche mit 2142 Einzelansichten; es war damit eines der größten Verlagswerke der Zeit. Nach Merians Tod 1650 führten seine Söhne Matthäus Merian der Jüngere (Matthäus d. J.) und Caspar Merian das Werk fort.

## Die bekanntesten Bände

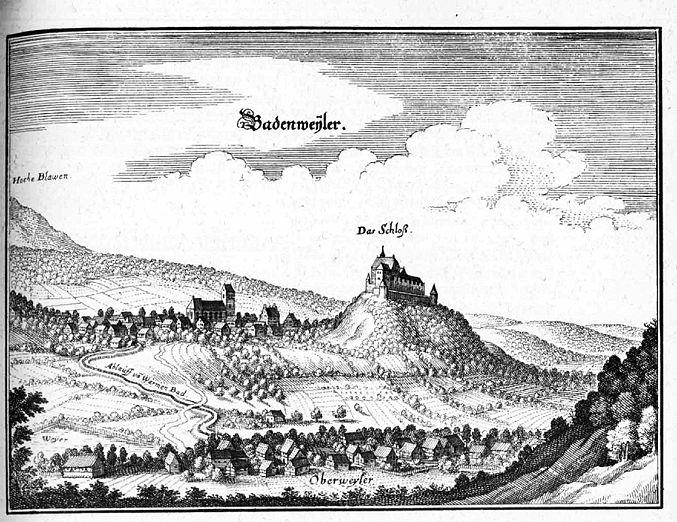
Badenweiler, Ansicht von Osten, Topographia Suaviae

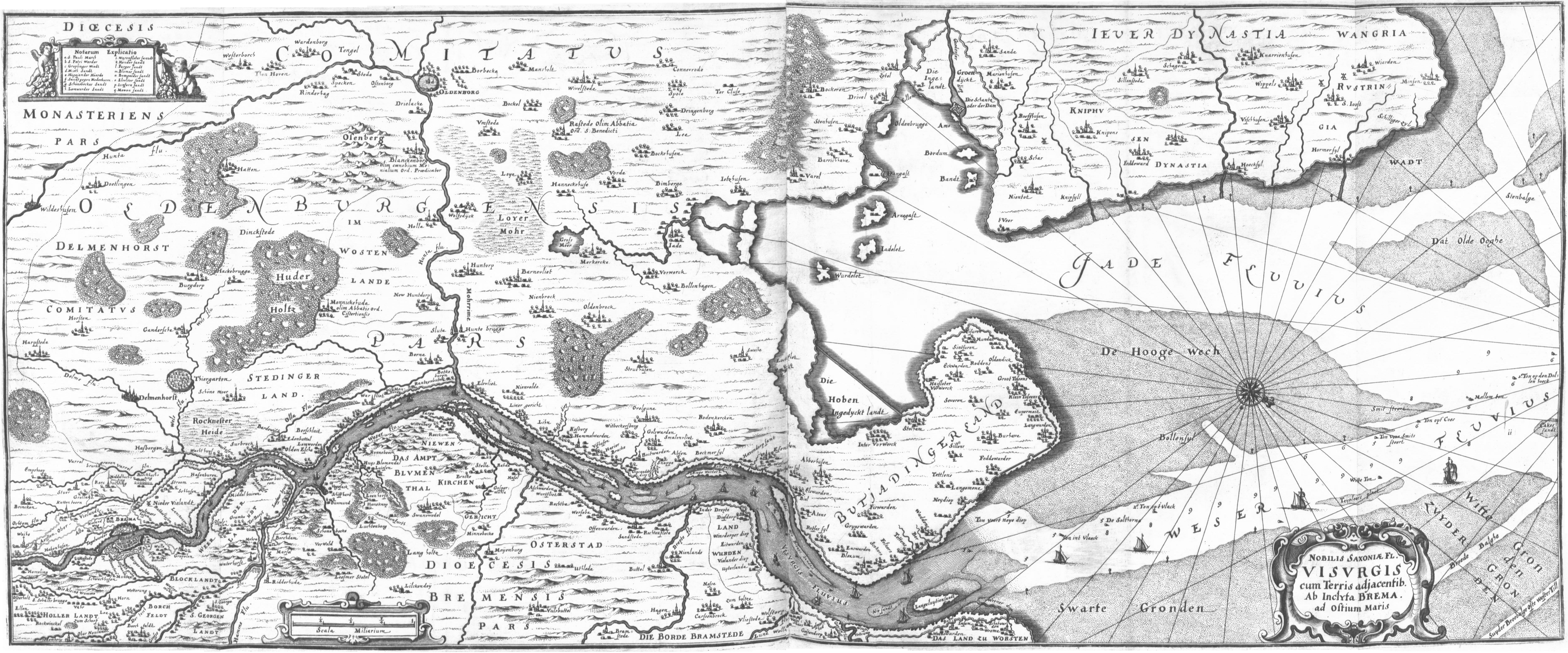
Karte der Unterweser, M.d. J. & C. Merian (1653)

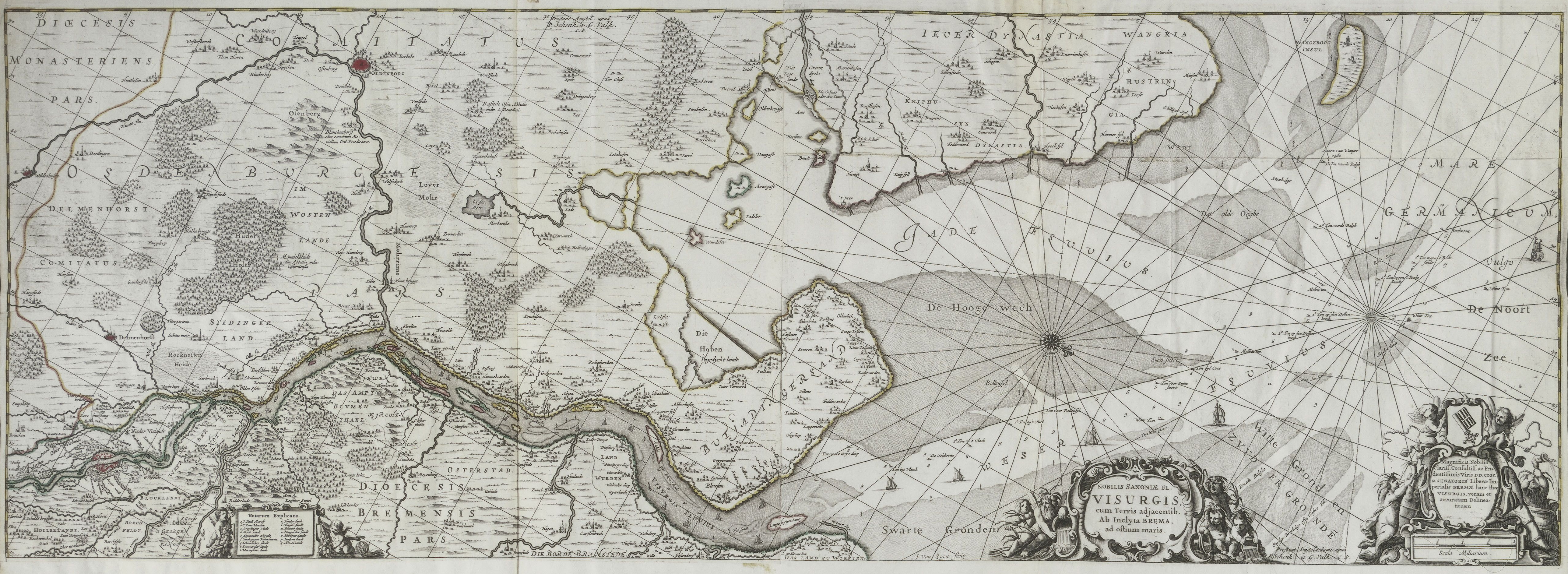
Karte der Unterweser,
van Loon, Schenk und Valck (1685 ff.)

Die bekanntesten Bände des Gesamtwerks (chronologisch geordnet) tragen folgende lateinischen Titel (dahinter die Jahre der verschiedenen Ausgaben), sie sind alle als übertragene Volltexte auf Wikisource zugänglich:
1. Topographia Helvetiae, Rhaetiae et Valesiae (Schweiz, Drei Bünde und Wallis), 1642/1654 etc. (Volltext).
2. Topographia Sueviae (Schwaben), 1643/1656 etc. (Volltext)
3. Topographia Alsatiae etc. (Elsass), 1643/44 und 1663 etc. (Volltext).
4. Topographia Bavariae (Bayern), 1644/1657 etc. (Volltext).
5. Topographia Palatinatus Rheni et Vicinarum Regionum (Rheinpfalz und angrenzende Regionen), 1645/1672 ff. (Volltext).
6. Topographia Archiepiscopatuum Moguntinensis, Trevirensis et Coloniensis (Erzstifter Mainz, Trier und Köln), 1646/1675 ff. (Volltext).
7. Topographia Hassiae et Regionum Vicinarum (Hessen und angrenzende Regionen), 1646/1655 etc. (Volltext).
8. Topographia Westphaliae (Westfalen), 1647/1660 (Volltext).
9. Topographia Franconiae (Franken), 1648/1656 ff. (Volltext).
10. Topographia Provinciarum Austriacarum Austriae, Styriae, Carinthiae, Carniolae, Tyrolis etc: (Österreichische Länder), 1649/1656 ff. (Volltext).
11. Topographia Bohemiae, Moraviae et Silesiae (Böhmen, Mähren und Schlesien), 1650/1660 ff. (Volltext).
12. Topographia Superioris Saxoniae, Thuringiae, Misniae et Lusatiae (Obersachsen, Thüringen, Meißen und Lausitz), 1650/1690 (Volltext).
13. Topographia Electoratus Brandenburgici et Ducatus Pomeraniae (Kurbrandenburg und Herzogtum Pommern), 1652/1680 ff. (Volltext).
14. Topographia Saxoniae Inferioris (Niedersachsen), 1653. Ab 1685 gaben Peter Schenk der Ältere und Gerard Valck in Antwerpen eine von Jan van Loon[2] überarbeitete Version heraus. Die Überarbeitung war im Wesentlichen rein ästhetisch (Signaturen und Schriftsatz), ohne geografische Veränderungen oder Aktualisierungen. (Volltext)
15. Topographia und Eigentliche Beschreibung Der … Hertzogthumer Braunschweig und Lüneburg …, 1654/1658 ff. (Volltext).
16. Topographia Circuli Burgundici (Burgundischer Reichskreis), 1654/1659 ff. (Volltext)

Dem lateinischen Titel folgte in jedem Band eine Erläuterung des Titels in deutscher Sprache, die beispielsweise für die 2. Ausgabe des 3. Bandes lautete: Das ist Vollkömliche Beschreibung und eygentliche Abbildung der vornehmbsten Städt und Oerther, im Obern und Untern Elsaß, auch den benachbarten Sundgöw, Brisgöw, Graffschaft Mümpelgart, und andern Gegenden.
Von Matthäus Merian ist bekannt, dass er die 16 Bände zwar in chronologischer Folge geordnet, aber nicht nummeriert hat. Erst seine Erben nahmen in dem Hauptregister von 1672 eine Zählung vor, die aber willkürlich war und nicht der Reihenfolge des Erscheinens entsprach. Die obige Nummerierung berücksichtigt die Ergebnisse der neueren Forschungen (vgl. Literatur), die auch den Faksimile-Ausgaben des Bärenreiter-Verlags zugrunde liegen.
Jeweils die erste Ausgabe eines Bandes der Topographia erhielt einige Jahre nach der Publikation einen als „Anhang“ bezeichneten Ergänzungsband, der anschließend in die erneuerte zweite Ausgabe eingearbeitet werden musste. Alle Bände erlebten mindestens zwei überarbeitete und ergänzte Ausgaben, mit Ausnahme der Bände 8 und 12 alle Bände sogar noch mehr Ausgaben.

## Beschreibung
Die einzelnen Bände der Topographia beginnen mit einer Vorrede des Verlegers, gefolgt von einer geographischen und historischen Beschreibung des Landes. Es schließen sich an: ein Verzeichnis der in dem Band enthaltenen Kupferstiche (mit Seitenhinweis) und ein alphabetisches Register der „Städt, Städtlein, Flecken, Dörffer, Klöster, Schlösser, Thäler, Berg, Wälder, Wässer etc. so in dieser augierten Topographia Alsatiae zu finden seyn“ (entnommen aus der 2. Ausgabe des 3. Bandes). Hauptbestandteile jedes Bandes sind die Stadtansichten, jeweils mit einer Beschreibung der abgebildeten Stadt und ihrer Geschichte in Kurzfassung.
Es ist Matthäus Merian damals gelungen, für die erläuternden Texte den bekannten Reiseschriftsteller und Geographen Martin Zeiller aus Ulm (1589–1661) zu verpflichten. Dieser ist auch der Verfasser des als „erster deutscher Baedeker“ bezeichneten Reisetagebuchs Itinerarium Germaniae novantiquae (1632) und des Itinerarium Italiae novantiquae (1640) mit Kupferstichen von Matthäus Merian. Bei den Texten für die Topographia stützte sich Zeiller auf seine eigenen Werke sowie auf die Sponheimer Chronik des Johannes Trithemius (1462–1516), die Cosmographia von Sebastian Münster (1489–1552) und auf lokale Quellen.
Die Stadtansichten in der Topographia dokumentieren häufig den Zustand der Städte vor den Zerstörungen des Dreißigjährigen Krieges; sie sind damit auch heute noch von hohem kulturgeschichtlichem und kunsthistorischem Wert. Merian selbst hat dazu wiederholt erklärt, seine Bilder repräsentierten oft den Bauzustand „voriger Glückselig- und Herrligkeit“, der aber zeitgenössisch nicht mehr bestanden habe; sie seien deshalb auch als Modelle für den Wiederaufbau geeignet.

## Vorlagenzeichner und Stecher
Die Kupferstiche der ersten neun Bände der Topographia (1642–1648) gehen zu einem großen Teil auf eigenhändige Zeichnungen und Vorlagen von Matthäus Merian zurück. Zusätzlich beschäftigte er in seiner Frankfurter Offizin namhafte Topographen, Zeichner und Kupferstecher, darunter seine beiden Söhne Matthäus den Jüngeren und Caspar Merian sowie seinen Schüler Wenzel Hollar (* 1607, Prag; † 1677, London). Vorlagen erhielt er außerdem von Wilhelm Dilich (um 1572–1650 Dresden) und anderen Künstlern. Insgesamt sind die Namen von mehr als fünfzig an der Topographia beteiligten Künstlern bekannt.
Für Niedersachsen ist beispielsweise Conrad Buno als Vorlagenzeichner bekannt.

## Das Verlagshaus Merian
Vom Erscheinen des ersten Bandes der Topographia an (1642) wurden alle Bände im eigenen Verlagshaus von Matthäus Merian in Frankfurt am Main für den Druck vorbereitet und verlegt; die Druckerarbeiten vergab man zum Teil an Frankfurter Druckereien, u. a. an die Buchdruckereien von Wolfgang Hoffmann und von Johann Georg Spörlin.
Nach dem Tod von Matthäus Merian am 19. Juni 1650 führten seine Söhne Matthäus d. J. und Caspar den Verlag unter dem Namen Matthäus Merians Seel. Erben fort. 1687 ging das Verlagshaus auf die dritte Generation über, und zwar auf Johann Matthäus Merian (1659–1716), einen Sohn von Matthäus Merian dem Jüngeren, der später in den Adelsstand erhoben und vom Mainzer Kurfürsten zum Geheimen Rat ernannt wurde. Nach dem Tod von Johann Matthäus von Merian 1716 führte seine Nichte Charlotte Maria von Merian (1691–1729) das Unternehmen bis zu seiner Auflösung im Jahr 1727.
Außer den zahlreichen Ausgaben der Topographia durch das Verlagshaus Merian gab es u. a. die holländischen Raubdrucke des sog. Schweizerbandes von 1644 sowie verlagsfremde Spätdrucke unter Verwendung der Originalplatten; schließlich existieren auch noch die frühen, nicht illustrierten Ulmer Drucke mit den Texten von Martin Zeiller.